# Castello Caldoresco
Il castello Caldoresco è un edificio fortificato di Vasto, costruito nel 1439 dal marchese Giacomo Caldora sui resti di una precedente fortificazione.

## Storia

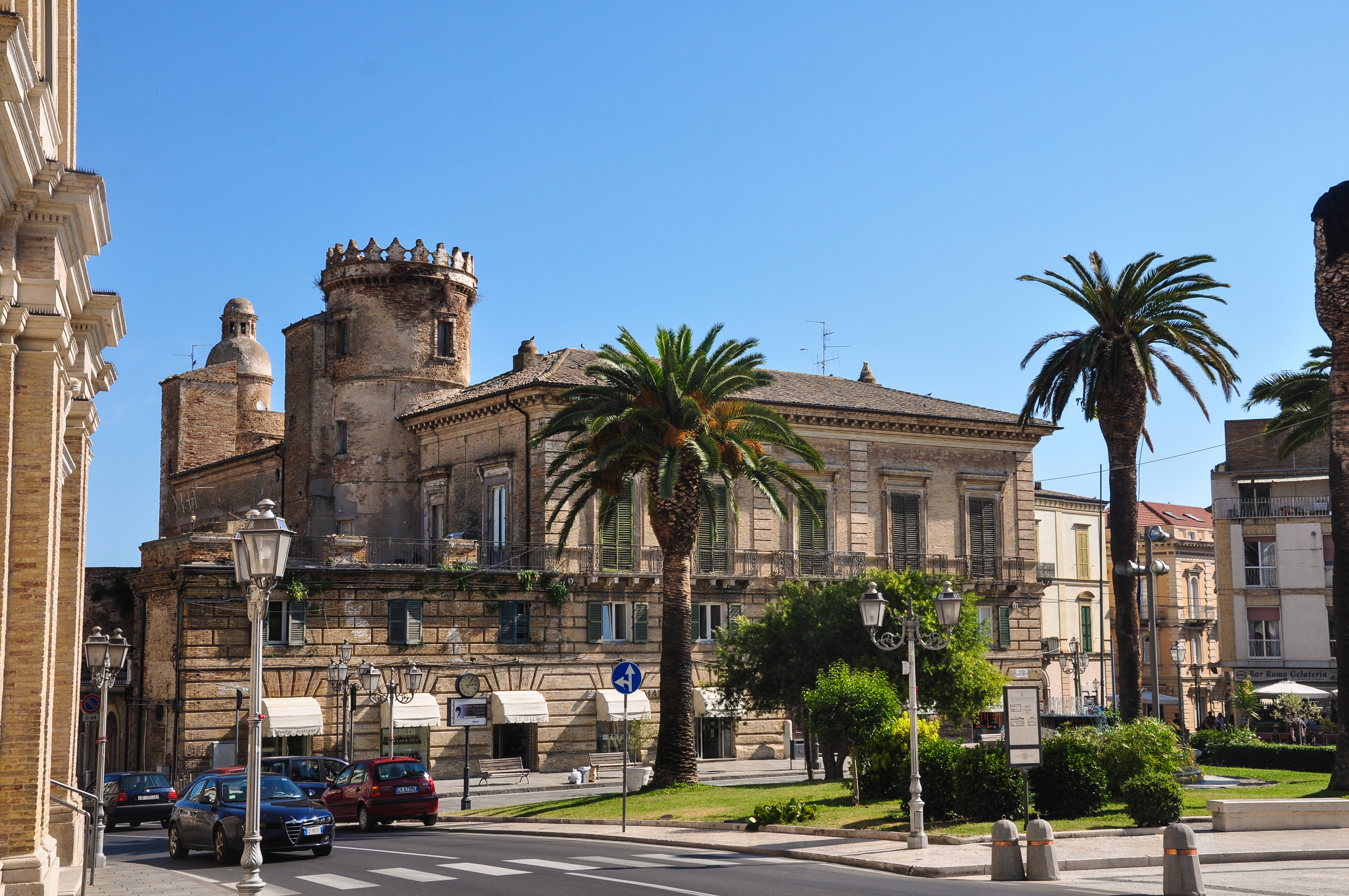
Facciata posteriore del castello con il palazzo Palmieri

Il castello Caldoresco venne edificato su una struttura preesistente nel 1439 da Giacomo Caldora, una volta divenuto marchese del Vasto. I lavori di costruzione furono fatti da lui eseguire all'ingegnere senese Mariano di Jacopo, soprannominato "il Taccola". Il complesso presentava in origine una pianta quadrata con quattro bastioni (di cui solo due sono presenti), articolata intorno ad un cortile centrale, secondo un modello risalente all'architettura militare svevo-angioina. Tuttavia la pianta originaria comprendeva anche un torrione a pianta quadrata costruito in un periodo compreso tra il XIV e il XV secolo, trasformato nel 1439 da Giacomo Caldora.
Nel 1464 il castello sostenne un assedio durato tre mesi da parte dell'esercito del re del Regno di Napoli Ferdinando I d'Aragona contro il marchese Antonio Caldora, figlio di Giacomo. Al termine dell'assedio il castello venne in parte demolito dalla popolazione di Vasto.
Nel 1497, con l'infeudazione di Vasto alla famiglia d'Avalos, il sistema difensivo della città venne rafforzato ed il castello, posto in uno dei punti più vulnerabili della cerchia muraria, venne ulteriormente fortificato con l'aggiunta di quattro bastioni a mandorla. Tali strutture presentano, secondo alcuni studi, connotati tali da poterli attribuire al senese Francesco di Giorgio Martini, vista la presenza di elementi comuni ad altri interventi dell'ingegnere militare nel Regno di Napoli verso la fine del XV secolo.
Nella seconda metà del XVI secolo il castello è oggetto di opere di restauro, effettuate per riparare i danni prodotti dalla spedizione di Piyale Paşa del 1566. Nel 1605 Innico III d'Avalos cede all'universitas del Vasto il castello, che viene adibito a tribunale e a carcere.
Nel 1701 viene riacquistato da Cesare Michelangelo d'Avalos, preoccupato da una possibile spedizione punitiva del viceré di Napoli causata dal suo coinvolgimento nella congiura di Macchia. Cesare Michelangelo provvede a ristrutturare l'edificio e ne ricostruisce le torri, che assumono la loro forma contemporanea. Dei lavori effettuati in questo periodo dà conto il cronista locale Diego Maciano nella sua Cronaca di Vasto: «Principiò il signor Marchese a raccomodare il castello per farvi una bellissima torre, et altre muraglie, con cavare il fosso intorno a detta fortezza, e con farvi molte cose necessarie per ivi dimorarci». Con la morte di Cesare Michelangelo, avvenuta nel 1729, il castello entra in una fase di abbandono. Importante è, ai fini storiografici, l'apprezzo del 1742 della città del Vasto, che fornisce un ragguaglio sull'aspetto e sullo stato di varie strutture presenti nel municipio, incluso il castello Caldoresco.

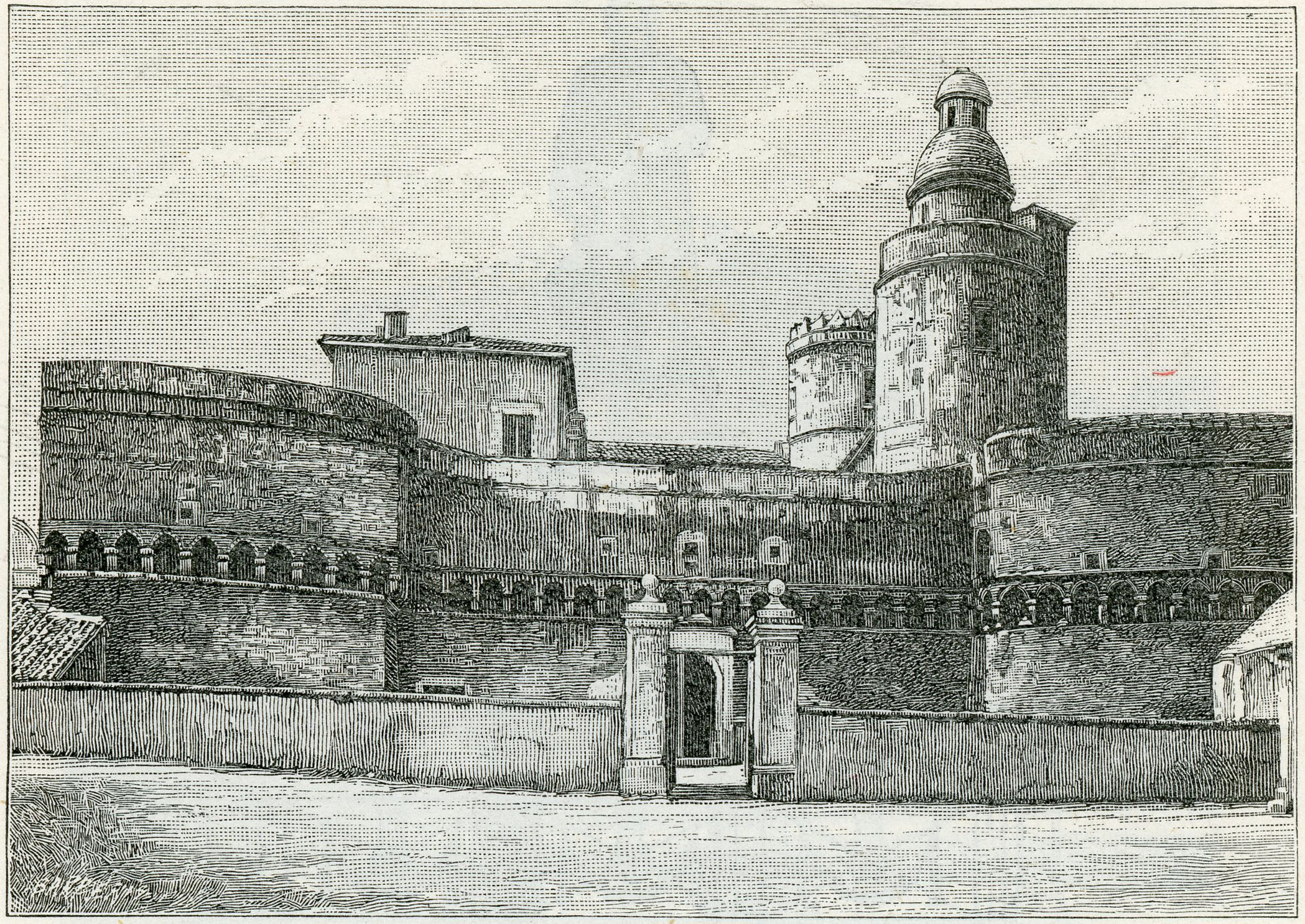
Ritratto della facciata principale del castello, che mostra la cinta muraria esterna e parte dei barbacani, non più presenti

Nel 1816 il castello viene acquistato dal possidente terriero Salvatore Palmieri. Quest'ultimo incarica l'architetto Nicola Maria Pietrocola di trasformare il castello in una residenza per la propria famiglia. Pietrocola effettua intorno alla metà del XIX secolo una serie di rimaneggiamenti e demolizioni, integrando nel castello un nuovo fabbricato, ovvero palazzo Palmieri, caratterizzato da una facciata in stile neoclassico che si affaccia su piazza Gabriele Rossetti.
Un autore locale, l'ingegnere e architetto Filippo Laccetti, scrisse nel 1905 che il castello Caldoresco era di proprietà privata e, seppur di notevole architettura, dell'antica architettura militare restasse solamente il ricordo.

## Descrizione
Il castello è posto su un promontorio che domina la costa. Il castello è costituito da quattro corpi che delimitano un cortile interno con i lati maggiori in direzione est-ovest e bastioni su tre dei quattro angoli. Gli elementi arcaici sono presenti con delle sporgenze sui bastioni. Le facciate occidentale e settentrionale conservano strutture originali nonostante le pesanti integrazioni e sostituzioni effettuate nel XIX secolo. È stato inserito nella serie filatelica ordinaria italiana degli anni ottanta denominata "Castelli d'Italia" e raffigurato sul francobollo del valore di 1 400 ₤.